# Giulio Campi
Giulio Campi (Cremona, cerca de 1502 — Cremona, 5 de março de 1572) foi um pintor e arquiteto italiano. Seus irmãos, Vincenzo Campi e Antonio Campi também foram pintores famosos.
Campi nasceu em Cremona. Seu pai, Galeazzo (1475-1536), ensinou a ele as primeiras lições em arte. Em 1522, em Mântua, estudou pintura e arquitetura com Giulio Romano. Visitou Roma e se tornou um ardente admirador da Antiguidade e, como Bernardino, combinou tradições Lombardas e Romanas. Colaborou com Camillo Boccaccino, filho de Boccaccio Boccaccino, com quem também estudou.
É chamado o Ludovico Carracci de Cremona, apesar de tê-lo precedido. Morreu em Cremona em 1572.